# Estavar
Estavar [ɛstavaʁ]  est une commune française située dans le sud-ouest du département des Pyrénées-Orientales, en région Occitanie. Sur le plan historique et culturel, la commune est dans la Cerdagne, une haute plaine à une altitude moyenne de 1 200 m d'altitude, qui s'étend d'est en ouest sur une quarantaine de kilomètres entre Mont-Louis et Bourg-Madame.
Exposée à un climat de montagne, elle est drainée par le Sègre, l'Angust, Rec de l'Estahuja et par divers autres petits cours d'eau. Incluse dans le parc naturel régional des Pyrénées catalanes, la commune possède un patrimoine naturel remarquable composé de trois zones naturelles d'intérêt écologique, faunistique et floristique.
Estavar est une commune rurale qui compte 455 habitants en 2022, après avoir connu une forte hausse de la population depuis 1962. Ses habitants sont appelés les Estavarois ou  Estavaroises.

## Géographie

### Localisation
La commune d'Estavar se trouve dans le département des Pyrénées-Orientales, en région Occitanie.
Elle se situe à 78 km à vol d'oiseau de Perpignan, préfecture du département, et à 38 km de Prades, sous-préfecture.
Les communes les plus proches sont : 
Targasonne (3,2 km), Égat (3,7 km), Saillagouse (3,7 km), Angoustrine-Villeneuve-des-Escaldes (3,7 km), Sainte-Léocadie (3,8 km), Font-Romeu-Odeillo-Via (4,3 km), Err (4,5 km), Ur (5,0 km). La commune est limitrophe de l'enclave espagnole de Llivia.
Sur le plan historique et culturel, Estavar fait partie de la région de la Cerdagne, une haute plaine à une altitude moyenne de 1 200 m d'altitude, qui s'étend d'est en ouest sur une quarantaine de kilomètres entre Mont-Louis et Bourg-Madame.

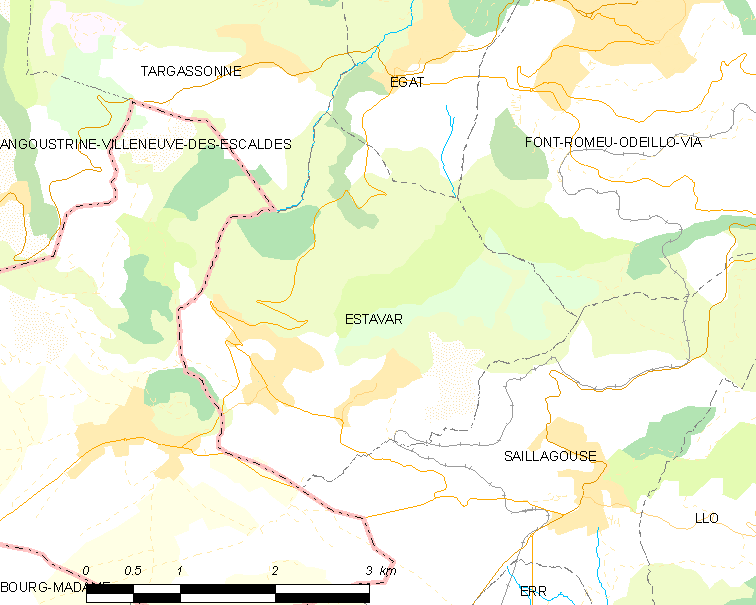
Situation de la commune.

| Targasonne                 | Égat        |                        |
| Llívia (enclave d'Espagne) | Estavar     | Font-Romeu-Odeillo-Via |
|                            | Saillagouse |                        |

### Géologie et relief

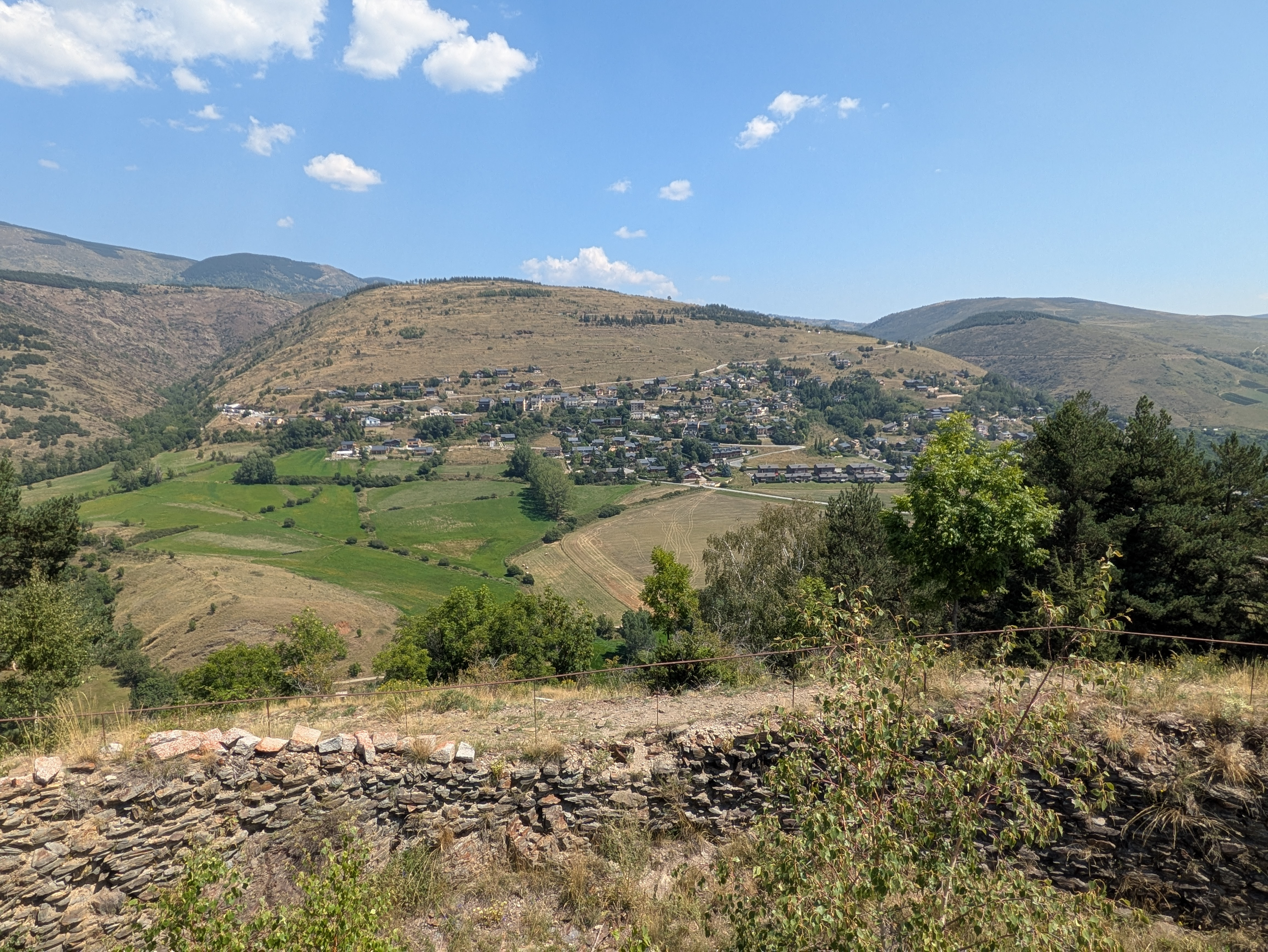
La partie nord-ouest du village d'Estavar, vue depuis les vestiges du château sur le Puig de Llívia. Le village d'Estavar est situé sur le versant sud d'une colline reposant sur des « schistes gris sombres à noirs » de l'Édiacarien supérieur (précambrien) (environ 540 Ma). Ces schistes sous-tendent également la colline du château et ont été utilisés dans la construction des murs du château, comme on peut le voir au premier plan de cette image. Les champs situés juste en dessous du village d'Estavar reposent sur des dépôts du Miocène moyen (environ 12 Ma) (« argiles sableuses »),.

La commune est classée en zone de sismicité 4, correspondant à une sismicité moyenne.

### Climat
Pour des articles plus généraux, voir Climat de l'Occitanie et Climat des Pyrénées-Orientales.
En 2010, le climat de la commune est de type climat des marges montargnardes, selon une étude du CNRS s'appuyant sur une série de données couvrant la période 1971-2000. En 2020, Météo-France publie une typologie des climats de la France métropolitaine dans laquelle la commune est exposée à un climat de montagne ou de marges de montagne et est dans la région climatique Pyrénées orientales, caractérisée par une faible pluviométrie, un très bon ensoleillement (2 600 h/an), un air sec, particulièrement en hiver et peu de brouillards.
Pour la période 1971-2000, la température annuelle moyenne est de 8,6 °C, avec une amplitude thermique annuelle de 15,3 °C. Le cumul annuel moyen de précipitations est de 728 mm, avec 6,8 jours de précipitations en janvier et 6,8 jours en juillet. Pour la période 1991-2020, la température moyenne annuelle observée sur la station météorologique la plus proche, située sur la commune de Formiguères à 18 km à vol d'oiseau, est de 7,6 °C et le cumul annuel moyen de précipitations est de 737,3 mm,. Pour l'avenir, les paramètres climatiques de la commune estimés pour 2050 selon différents scénarios d’émission de gaz à effet de serre sont consultables sur un site dédié publié par Météo-France en novembre 2022.

### Milieux naturels et biodiversité

#### Espaces protégés
La protection réglementaire est le mode d’intervention le plus fort pour préserver des espaces naturels remarquables et leur biodiversité associée,.
Dans ce cadre, la commune fait partie.
Un  espace protégé est présent sur la commune : 
le parc naturel régional des Pyrénées catalanes, créé en 2004 et d'une superficie de 139 062 ha, qui s'étend sur 66 communes du département. Ce territoire s'étage des fonds maraîchers et fruitiers des vallées de basse altitude aux plus hauts sommets des Pyrénées-Orientales en passant par les grands massifs de garrigue et de forêt méditerranéenne,.

#### Zones naturelles d'intérêt écologique, faunistique et floristique
L’inventaire des zones naturelles d'intérêt écologique, faunistique et floristique (ZNIEFF) a pour objectif de réaliser une couverture des zones les plus intéressantes sur le plan écologique, essentiellement dans la perspective d’améliorer la connaissance du patrimoine naturel national et de fournir aux différents décideurs un outil d’aide à la prise en compte de l’environnement dans l’aménagement du territoire.
Une ZNIEFF de type 1 est recensée sur la commune :
les « collines d'Estavar et Saillagouse » (888 ha), couvrant 4 communes du département et deux ZNIEFF de type 2, : 
- la « Basse Cerdagne » (3 916 ha), couvrant 12 communes du département[22] ;
- la « Haute Cerdagne » (5 477 ha), couvrant 12 communes du département[23].

Carte des ZNIEFF de type 1 et 2 à Estavar.
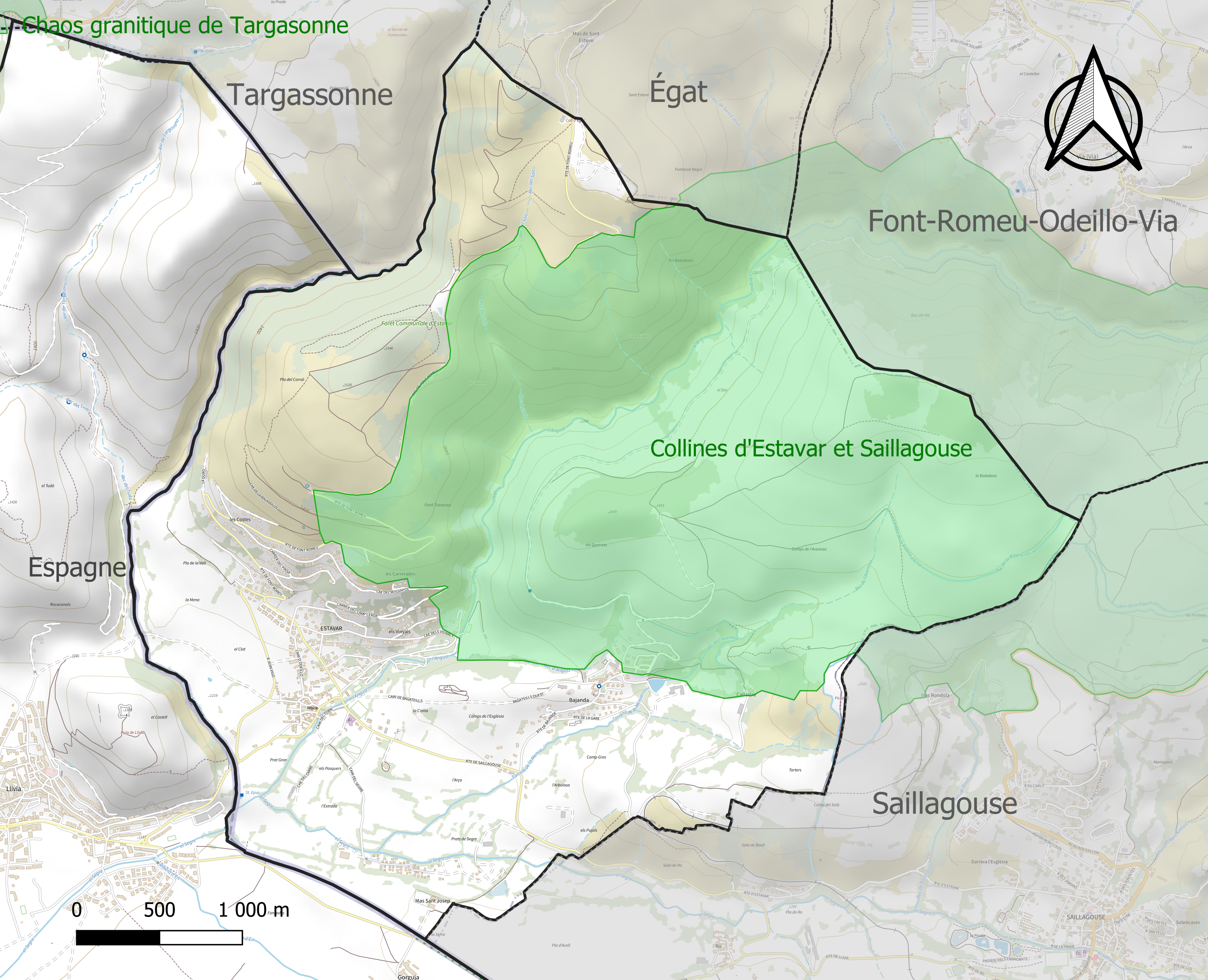
Carte de la ZNIEFF de type 1 sur la commune.
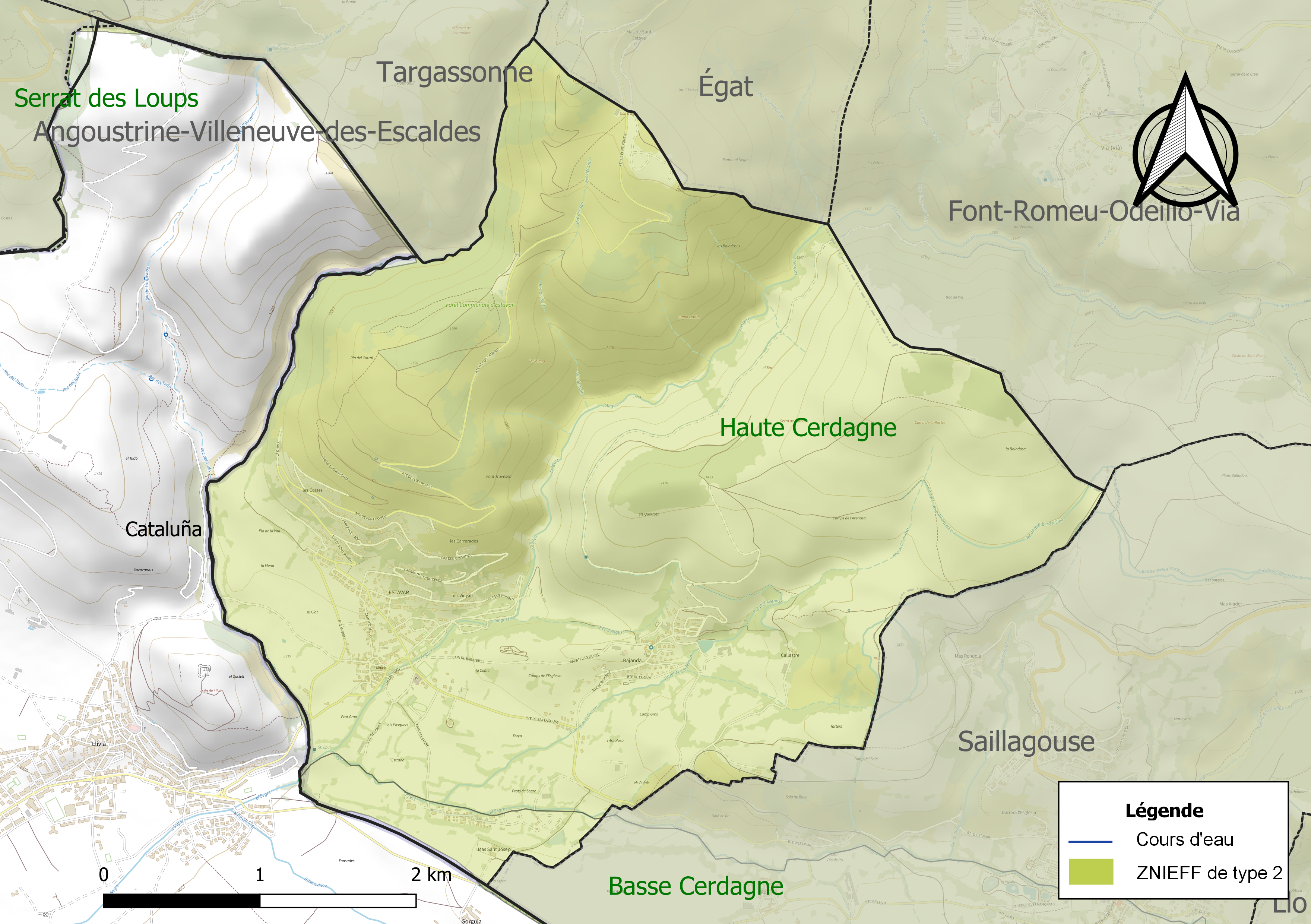
Carte des ZNIEFF de type 2 sur la commune.

## Urbanisme

### Typologie
Au 1er janvier 2024, Estavar est catégorisée commune rurale à habitat dispersé, selon la nouvelle grille communale de densité à sept niveaux définie par l'Insee en 2022.
Elle est située hors unité urbaine et hors attraction des villes,.

### Occupation des sols
L'occupation des sols de la commune, telle qu'elle ressort de la base de données européenne d’occupation biophysique des sols Corine Land Cover (CLC), est marquée par l'importance des forêts et milieux semi-naturels (59,4 % en 2018), une proportion sensiblement équivalente à celle de 1990 (58,8 %). La répartition détaillée en 2018 est la suivante : 
milieux à végétation arbustive et/ou herbacée (53,1 %), prairies (19,6 %), zones agricoles hétérogènes (11,9 %), zones urbanisées (9 %), forêts (6,2 %), terres arables (0,1 %). L'évolution de l’occupation des sols de la commune et de ses infrastructures peut être observée sur les différentes représentations cartographiques du territoire : la carte de Cassini (XVIIIe siècle), la carte d'état-major (1820-1866) et les cartes ou photos aériennes de l'IGN pour la période actuelle (1950 à aujourd'hui).

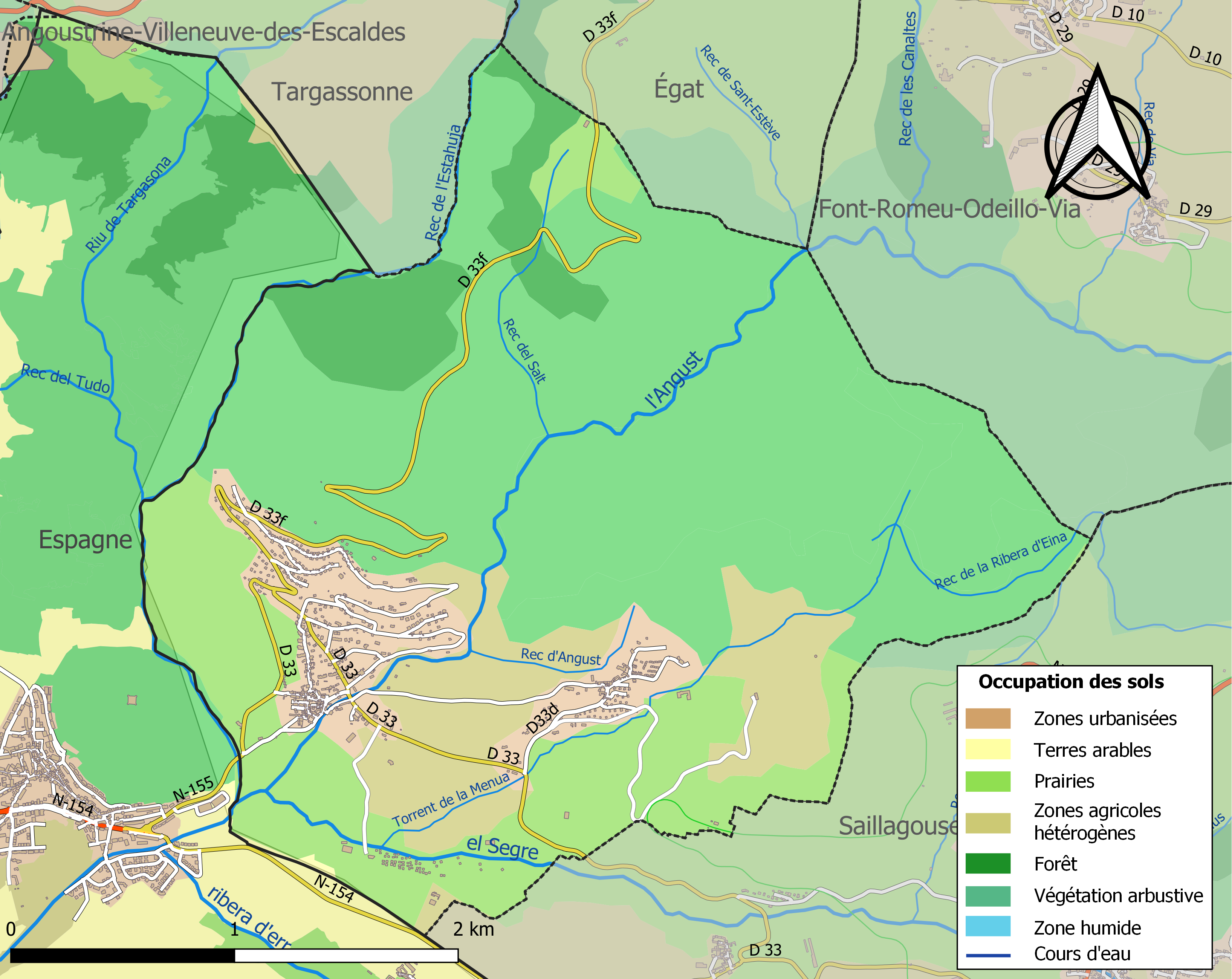
Carte des infrastructures et de l'occupation des sols de la commune en 2018 (CLC).

### Voies de communication et transports

#### Voies ferroviaires
- Gare d'Estavar.

### Risques majeurs
Le territoire de la commune d'Estavar est vulnérable à différents aléas naturels : inondations, climatiques (grand froid ou canicule), feux de forêts, mouvements de terrains et séisme (sismicité moyenne). Il est également exposé à deux risques particuliers, les risques radon et minier,.

#### Risques naturels
Certaines parties du territoire communal sont susceptibles d’être affectées par le risque d’inondation par crue torrentielle de cours d'eau du bassin du Sègre.
Les mouvements de terrains susceptibles de se produire sur la commune sont soit des mouvements liés au retrait-gonflement des argiles, soit des glissements de terrains, soit des chutes de blocs, soit des effondrements liés à des cavités souterraines. Une cartographie nationale de l'aléa retrait-gonflement des argiles permet de connaître les sols argileux ou marneux susceptibles vis-à-vis de ce phénomène. L'inventaire national des cavités souterraines permet par ailleurs de localiser celles situées sur la commune.

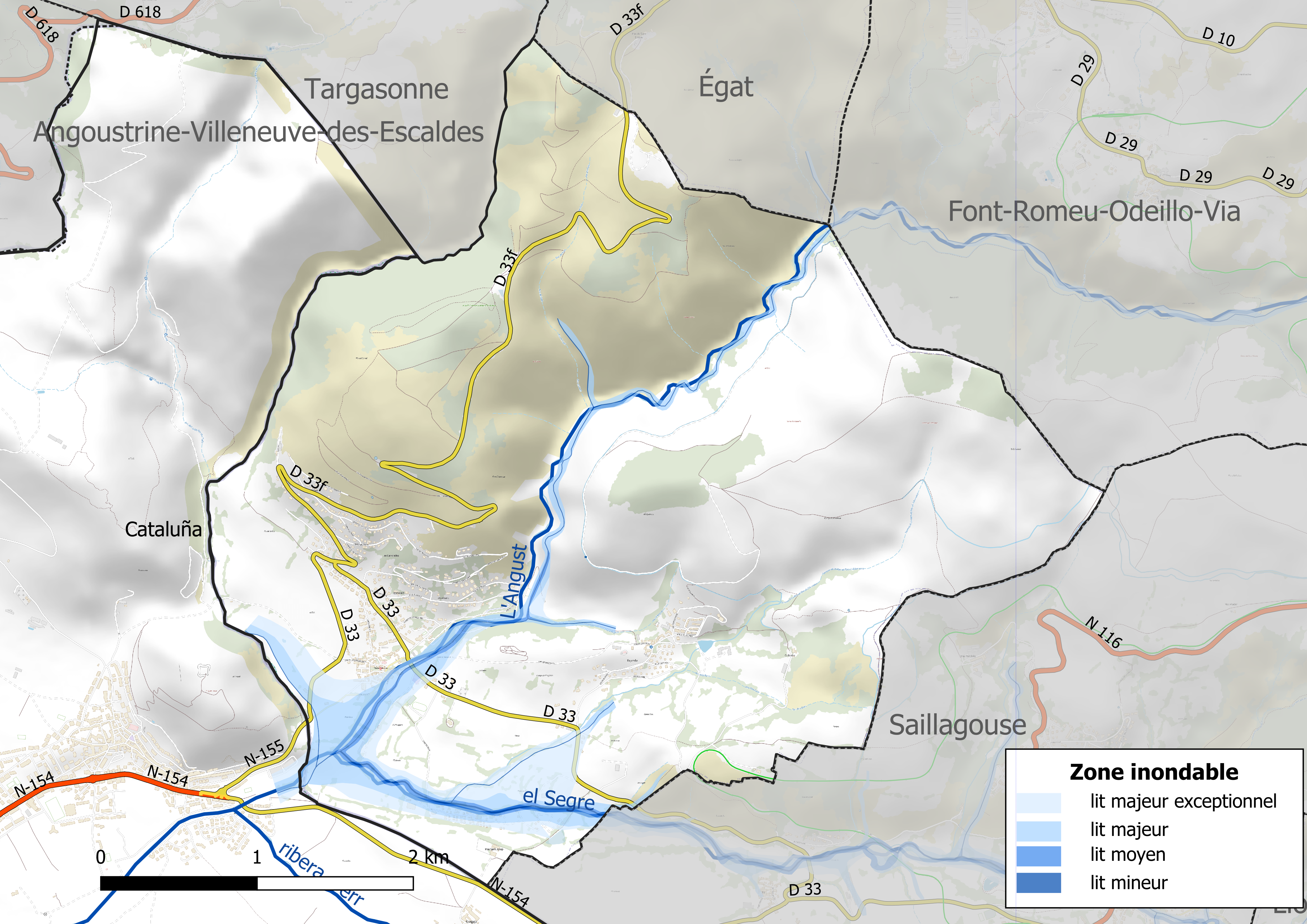
Carte des zones inondables.
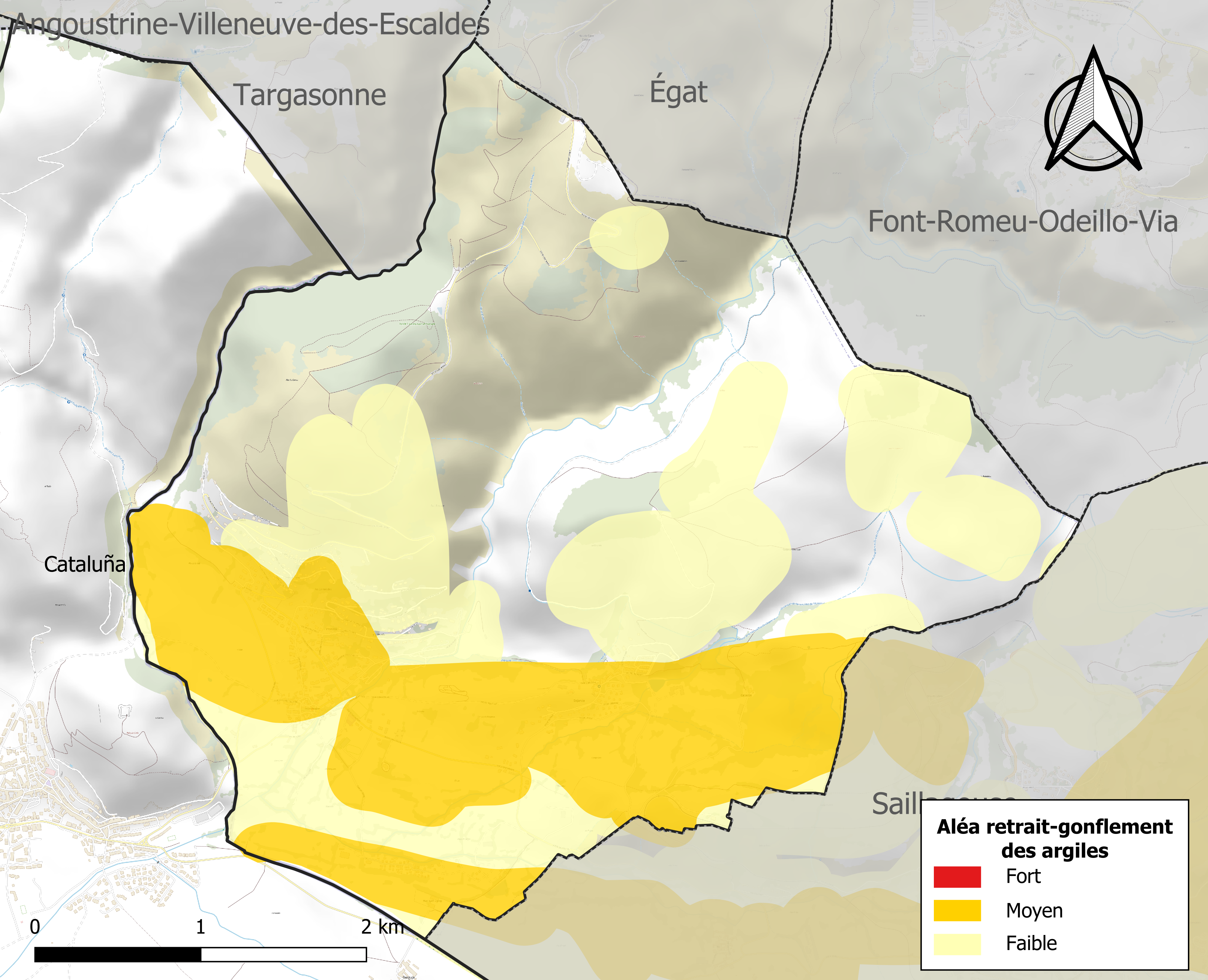
Carte des zones d'aléa retrait-gonflement des argiles.

#### Risque particulier
La commune est concernée par le risque minier, principalement lié à l’évolution des cavités souterraines laissées à l’abandon et sans entretien après l’exploitation des mines.
Dans plusieurs parties du territoire national, le radon, accumulé dans certains logements ou autres locaux, peut constituer une source significative d’exposition de la population aux rayonnements ionisants. Toutes les communes du département sont concernées par le risque radon à un niveau plus ou moins élevé. Selon la classification de 2018, la commune d'Estavar est classée en zone 3, à savoir zone à potentiel radon significatif.

## Toponymie
En catalan, le nom de la commune est le même qu’en français.

## Histoire
Estavar absorbe la commune de Bajande le 13 mars 1822,.

## Politique et administration
À compter des élections départementales de 2015, la commune est incluse dans le nouveau canton des Pyrénées catalanes.

### Liste des maires
| Période      | Période       | Identité                 | Étiquette | Qualité                            |
| ------------ | ------------- | ------------------------ | --------- | ---------------------------------- |
|              |               |                          |           |                                    |
| 1821         | 1821          | Guillaume Puig           |           |                                    |
| 1821         | 1822          | Hyacinthe Maranges       |           |                                    |
| 1822         | 1825          | Guillaume Puig           |           |                                    |
| 1825         | 1827          | Pierre Grau              |           |                                    |
| 1827         | 1833          | Joseph Grau              |           |                                    |
| 1833         | 1839          | Raphaël Fabra            |           |                                    |
| 1839         | 1844          | Pierre Palau Aymar       |           |                                    |
| 1844         | 1851          | Pierre Carbonel          |           |                                    |
| 1851         | 1857          | François Barnola         |           |                                    |
| 1857         | 1863          | Jean Grau                |           |                                    |
| 1863         | 1869          | Antoine Bonfill          |           |                                    |
| 1869         | 1881          | Francis Grau             |           |                                    |
| 1881         | 1905          | Paul Besombes            |           |                                    |
| 1905         | 1923          | Sauveur Autonès          |           |                                    |
| 1923         | 1929          | Étienne Santanach        |           |                                    |
| 1929         | 1947          | André Imbern (1896-1962) | DVG       | Boucher puis négociant en bestiaux |
| 1947         | 1983          | Augustin Gispert         |           |                                    |
| 1983         | 2001          | Gabriel Botet            |           |                                    |
| mars 2001    | mars 2008     | Yvette Asencio           |           |                                    |
| mars 2008    | 30 avril 2008 | Jean-Claude Rivayrol     |           | démissionnaire                     |
| avril 2008   | 28 mars 2014  | Jean-Louis Combalbert    |           |                                    |
| 28 mars 2014 | En cours      | Laurent Leygue           | SE        | Enseignant                         |

## Population et société

### Démographie ancienne
La population est exprimée en nombre de feux (f) ou d'habitants (H).
| 1365 | 1378 | 1515 | 1553 | 1709 | 1720 | 1767  | 1774 | 1788  |
| ---- | ---- | ---- | ---- | ---- | ---- | ----- | ---- | ----- |
| 29 f | 21 f | 12 f | 16 f | 38 f | 49 f | 204 H | 50 f | 247 H |

| 1789 | - | - | - | - | - | - | - | - |
| ---- | - | - | - | - | - | - | - | - |
| 54 f | - | - | - | - | - | - | - | - |

Notes :
- 1365 : pour Estavar, Bajande, Palmmanill (3 f) et Callastres (7f) ;
- 1378 : pour Estavar, Bajande, Callastres (4 f) et Palmanill (3f) ;
- 1553 : dont 1 f pour Callastres ;
- 1720 : pour Estavar et Bajande.

### Démographie contemporaine
L'évolution du nombre d'habitants est connue à travers les recensements de la population effectués dans la commune depuis 1793. Pour les communes de moins de 10 000 habitants, une enquête de recensement portant sur toute la population est réalisée tous les cinq ans, les populations de référence des années intermédiaires étant quant à elles estimées par interpolation ou extrapolation. Pour la commune, le premier recensement exhaustif entrant dans le cadre du nouveau dispositif a été réalisé en 2005.

En 2022, la commune comptait 455 habitants, en évolution de −1,94 % par rapport à 2016 (Pyrénées-Orientales : +3,92 %, France hors Mayotte : +2,11 %).
| 1793 | 1800 | 1806 | 1821 | 1831 | 1836 | 1841 | 1846 | 1851 |
| ---- | ---- | ---- | ---- | ---- | ---- | ---- | ---- | ---- |
| 249  | 192  | 230  | 229  | 327  | 343  | 328  | 322  | 320  |

| 1856 | 1861 | 1866 | 1872 | 1876 | 1881 | 1886 | 1891 | 1896 |
| ---- | ---- | ---- | ---- | ---- | ---- | ---- | ---- | ---- |
| 322  | 314  | 309  | 325  | 335  | 348  | 289  | 280  | 295  |

| 1901 | 1906 | 1911 | 1921 | 1926 | 1931 | 1936 | 1946 | 1954 |
| ---- | ---- | ---- | ---- | ---- | ---- | ---- | ---- | ---- |
| 280  | 352  | 302  | 246  | 234  | 203  | 175  | 175  | 167  |

| 1962 | 1968 | 1975 | 1982 | 1990 | 1999 | 2005 | 2006 | 2010 |
| ---- | ---- | ---- | ---- | ---- | ---- | ---- | ---- | ---- |
| 118  | 178  | 206  | 281  | 358  | 409  | 498  | 492  | 408  |

| 2015 | 2020 | 2022 | - | - | - | - | - | - |
| ---- | ---- | ---- | - | - | - | - | - | - |
| 457  | 479  | 455  | - | - | - | - | - | - |

Note : à partir de 1826, les habitants de Bajande sont recensés avec ceux d'Estavar.
| selon la population municipale des années : | 1968 | 1975 | 1982 | 1990 | 1999 | 2006 | 2009 | 2013 |
| Rang de la commune dans le département      | 161  | 144  | 113  | 114  | 108  | 109  | 113  | 116  |
| Nombre de communes du département           | 232  | 217  | 220  | 225  | 226  | 226  | 226  | 226  |

### Enseignement
L'école est un regroupement pédagogique intercommunal entre Estavar et Err. Err accueille l'école primaire de la maternelle au CP, et Estavar l'école élémentaire du CE1 au CM2.
Le secteur du collège est Bourg-Madame.

### Manifestations culturelles et festivités
- Fêtes patronales et communales : 7 janvier et 1er dimanche d'octobre[49].

## Économie

### Revenus
En 2018, la commune compte 199 ménages fiscaux, regroupant 432 personnes. La médiane du revenu disponible par unité de consommation est de 20 230 € (19 350 € dans le département).

### Emploi
|                | 2008   | 2013   | 2018   |
| -------------- | ------ | ------ | ------ |
| Commune        | 7,5 %  | 7,7 %  | 8,5 %  |
| Département    | 10,3 % | 12,9 % | 13,3 % |
| France entière | 8,3 %  | 10 %   | 10 %   |

En 2018, la population âgée de 15 à 64 ans s'élève à 293 personnes, parmi lesquelles on compte 81,7 % d'actifs (73,2 % ayant un emploi et 8,5 % de chômeurs) et 18,3 % d'inactifs,. Depuis 2008, le taux de chômage communal (au sens du recensement) des 15-64 ans est inférieur à celui de la France et du département.
La commune est hors attraction des villes,. Elle compte 52 emplois en 2018, contre 53 en 2013 et 67 en 2008. Le nombre d'actifs ayant un emploi résidant dans la commune est de 220, soit un indicateur de concentration d'emploi de 23,5 % et un taux d'activité parmi les 15 ans ou plus de 62,3 %.
Sur ces 220 actifs de 15 ans ou plus ayant un emploi, 32 travaillent dans la commune, soit 14 % des habitants. Pour se rendre au travail, 92,3 % des habitants utilisent un véhicule personnel ou de fonction à quatre roues, 0,9 % les transports en commun, 4,5 % s'y rendent en deux-roues, à vélo ou à pied et 2,3 % n'ont pas besoin de transport (travail au domicile).

### Activités hors agriculture

#### Secteurs d'activités
54 établissements sont implantés  à Estavar au 31 décembre 2019. Le tableau ci-dessous en détaille le nombre par secteur d'activité et compare les ratios avec ceux du département,.
| Secteur d'activité                                                                                        | Commune | Commune | Département |
| Secteur d'activité                                                                                        | Nombre  | %       | %           |
| --- | ------- | ------- | ----------- |
| Ensemble                                                                                                  | 54      |         |             |
| Industrie manufacturière, industries extractives et autres                                                | 7       | 13 %    | (8,7 %)     |
| Construction                                                                                              | 16      | 29,6 %  | (14,3 %)    |
| Commerce de gros et de détail, transports, hébergement et restauration                                    | 10      | 18,5 %  | (30,5 %)    |
| Activités immobilières                                                                                    | 6       | 11,1 %  | (6,2 %)     |
| Activités spécialisées, scientifiques et techniques et activités de services administratifs et de soutien | 4       | 7,4 %   | (13 %)      |
| Administration publique, enseignement, santé humaine et action sociale                                    | 7       | 13 %    | (13,9 %)    |
| Autres activités de services                                                                              | 4       | 7,4 %   | (8,5 %)     |

Le secteur de la construction est prépondérant sur la commune puisqu'il représente 29,6 % du nombre total d'établissements de la commune (16 sur les 54 entreprises implantées  à Estavar), contre 14,3 % au niveau départemental.

#### Entreprises et commerces
L'entreprise ayant son siège social sur le territoire communal qui génère le plus de chiffre d'affaires en 2020 est : 
- Camping L'enclave, terrains de camping et parcs pour caravanes ou véhicules de loisirs (331 k€)

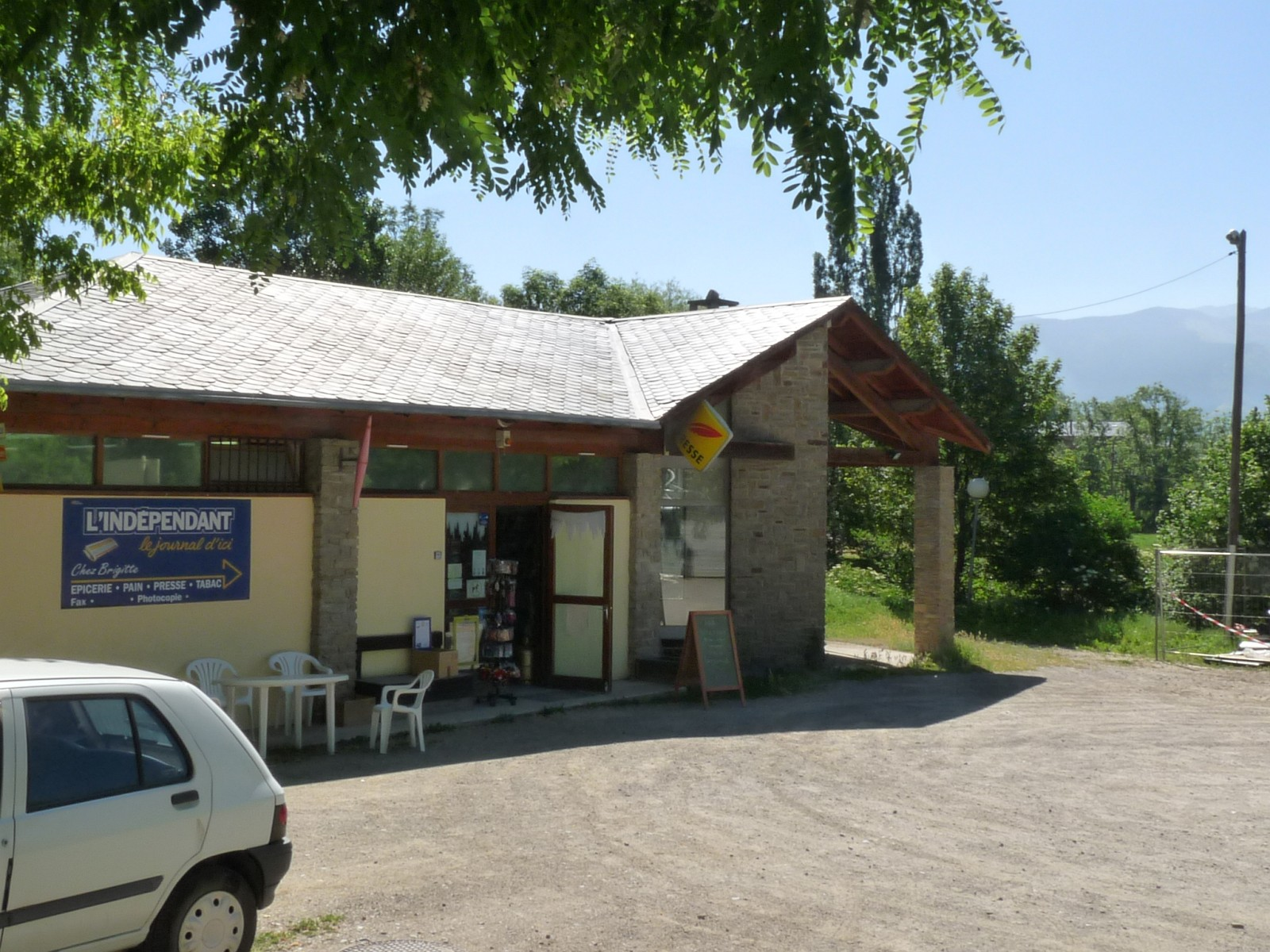
Épicerie multi-service.
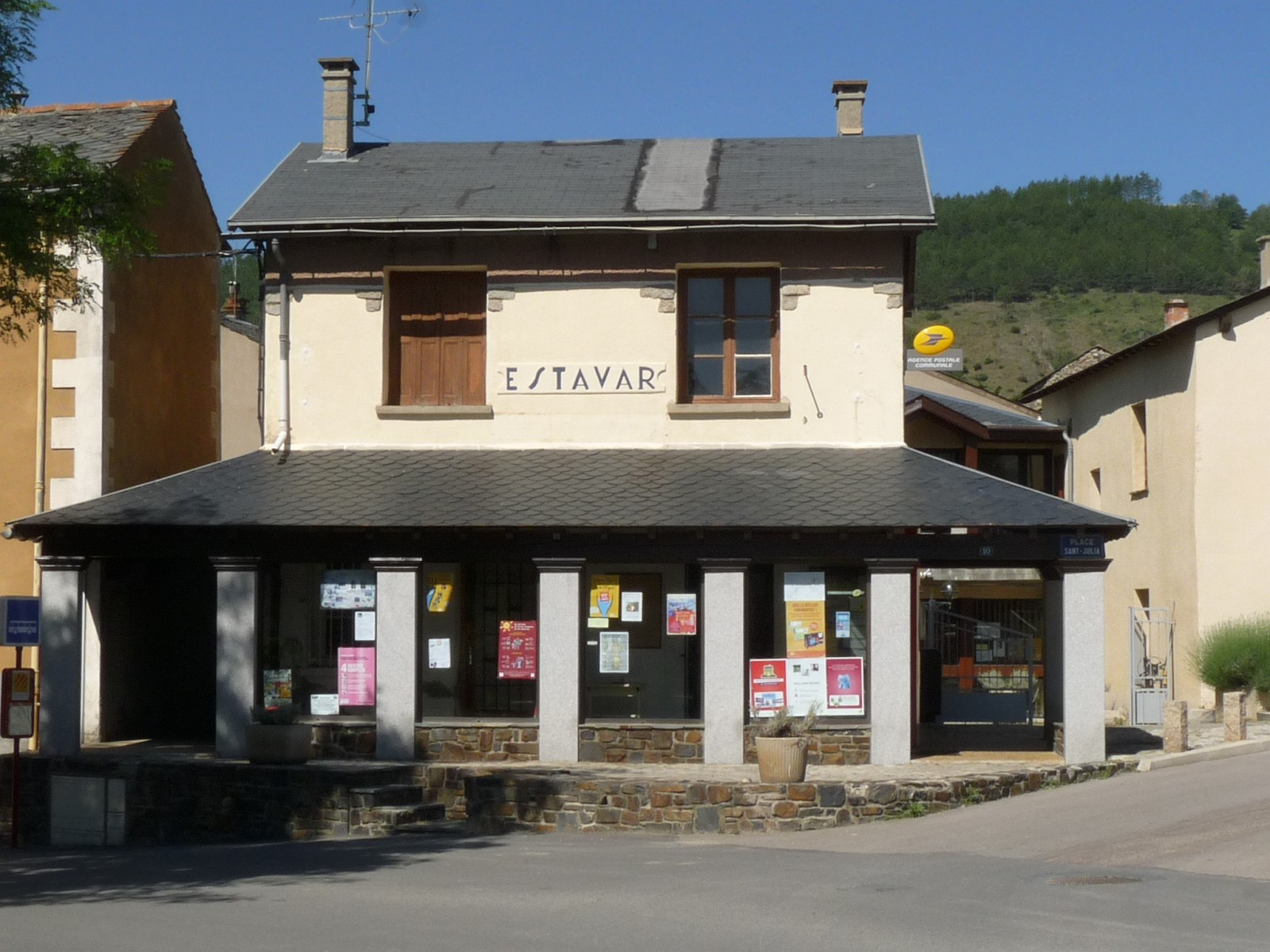
Poste.
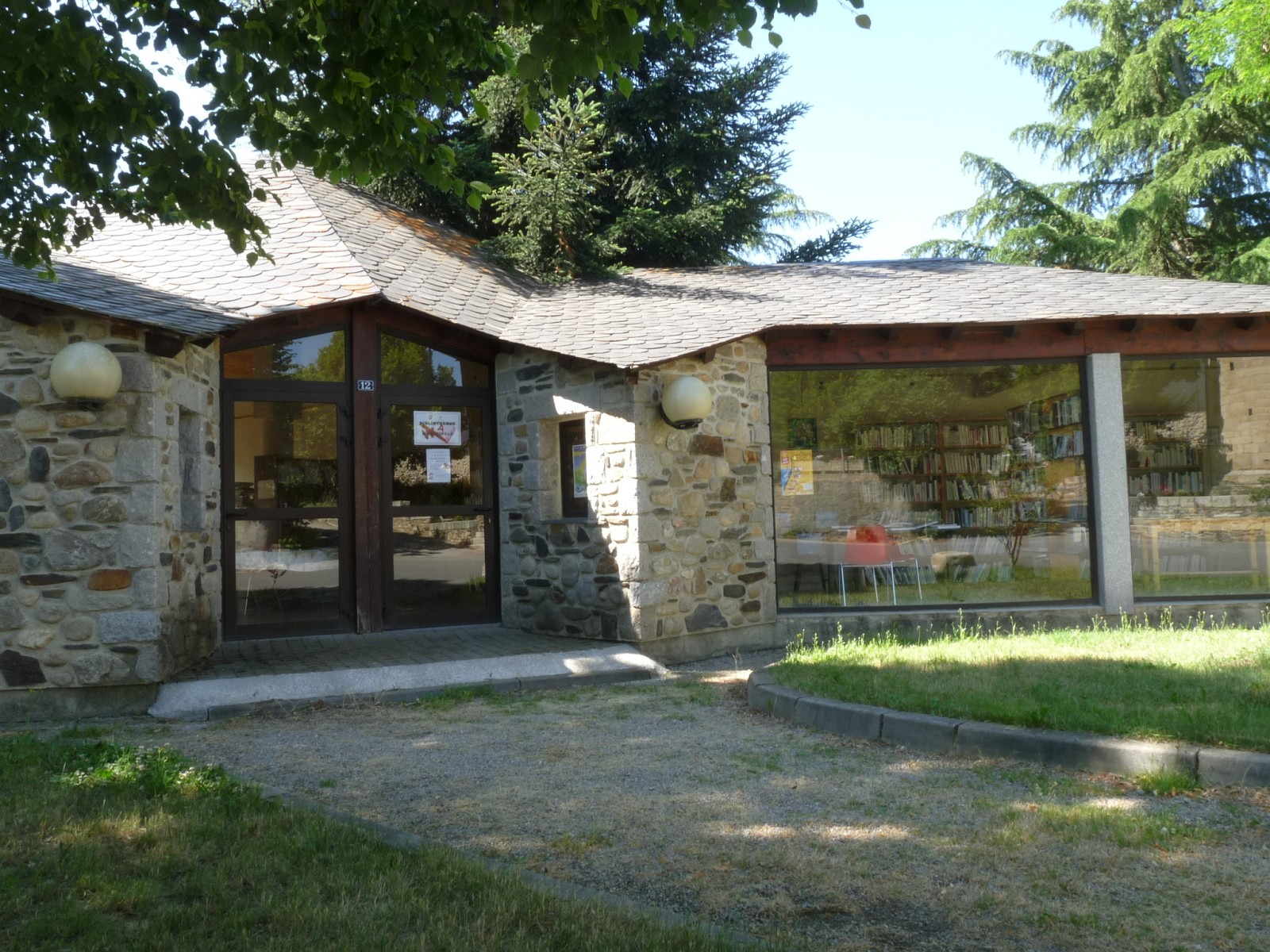
Bibliothèque.

### Agriculture
|               | 1988 | 2000 | 2010 | 2020 |
| ------------- | ---- | ---- | ---- | ---- |
| Exploitations | 5    | 7    | 5    | 4    |
| SAU (ha)      | 199  | 192  | 31   | 46   |

La commune est dans la Cerdagne, une petite région agricole située à l'extrême ouest du département des Pyrénées-Orientales. En 2020, l'orientation technico-économique de l'agriculture  sur la commune est la polyculture et/ou le polyélevage. Quatre exploitations agricoles ayant leur siège dans la commune sont dénombrées lors du recensement agricole de 2020 (cinq en 1988). La superficie agricole utilisée est de 46 ha,,.

## Culture locale et patrimoine

### Monuments et lieux touristiques
- L'église paroissiale Saint-Julien, du XIIe siècle. L'édifice a été classé au titre des monuments historiques en 1931[54].
- L'église Saint-Barthélemy de Bajanda, église romane.

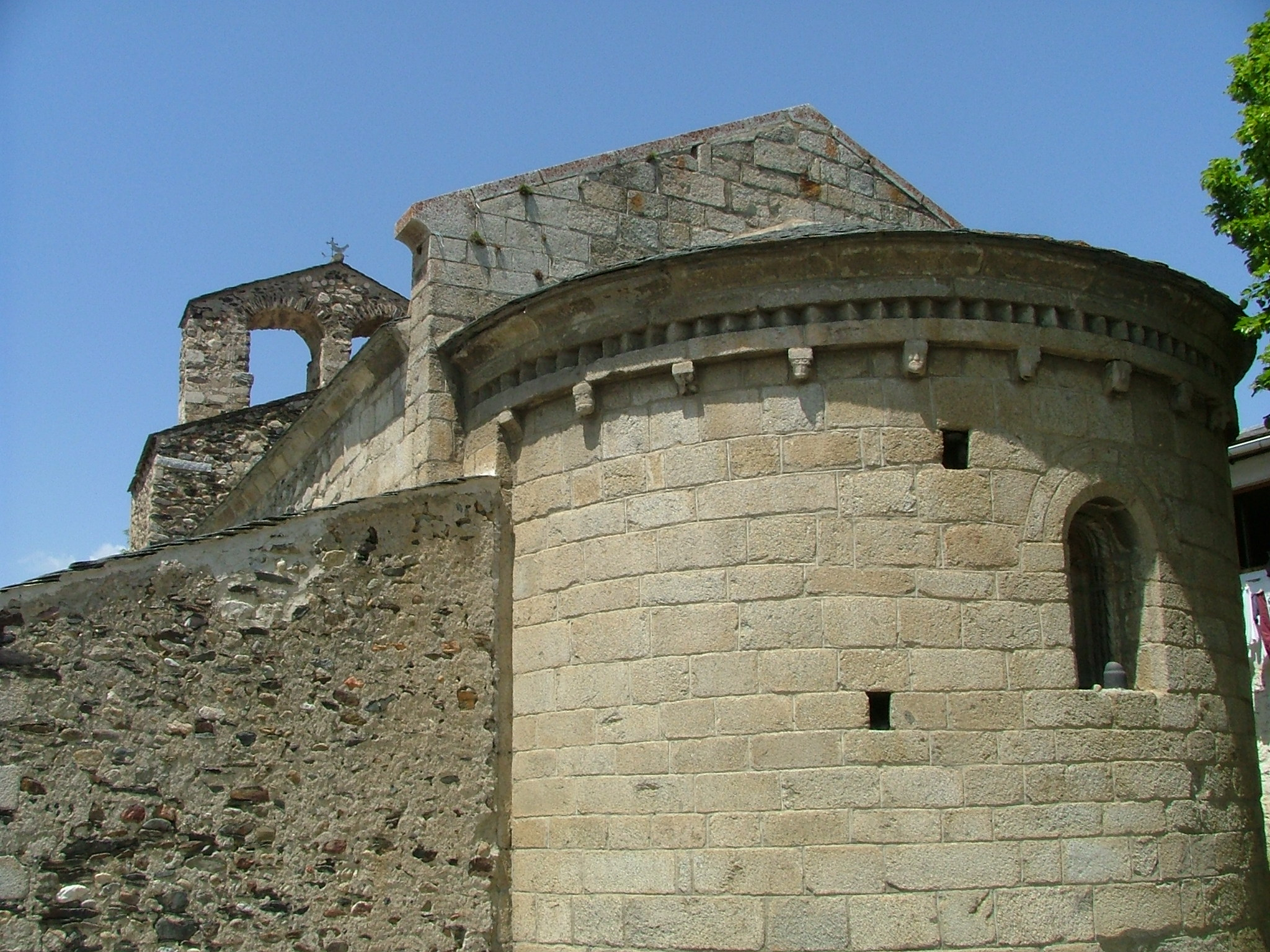
L'église Saint-Julien.
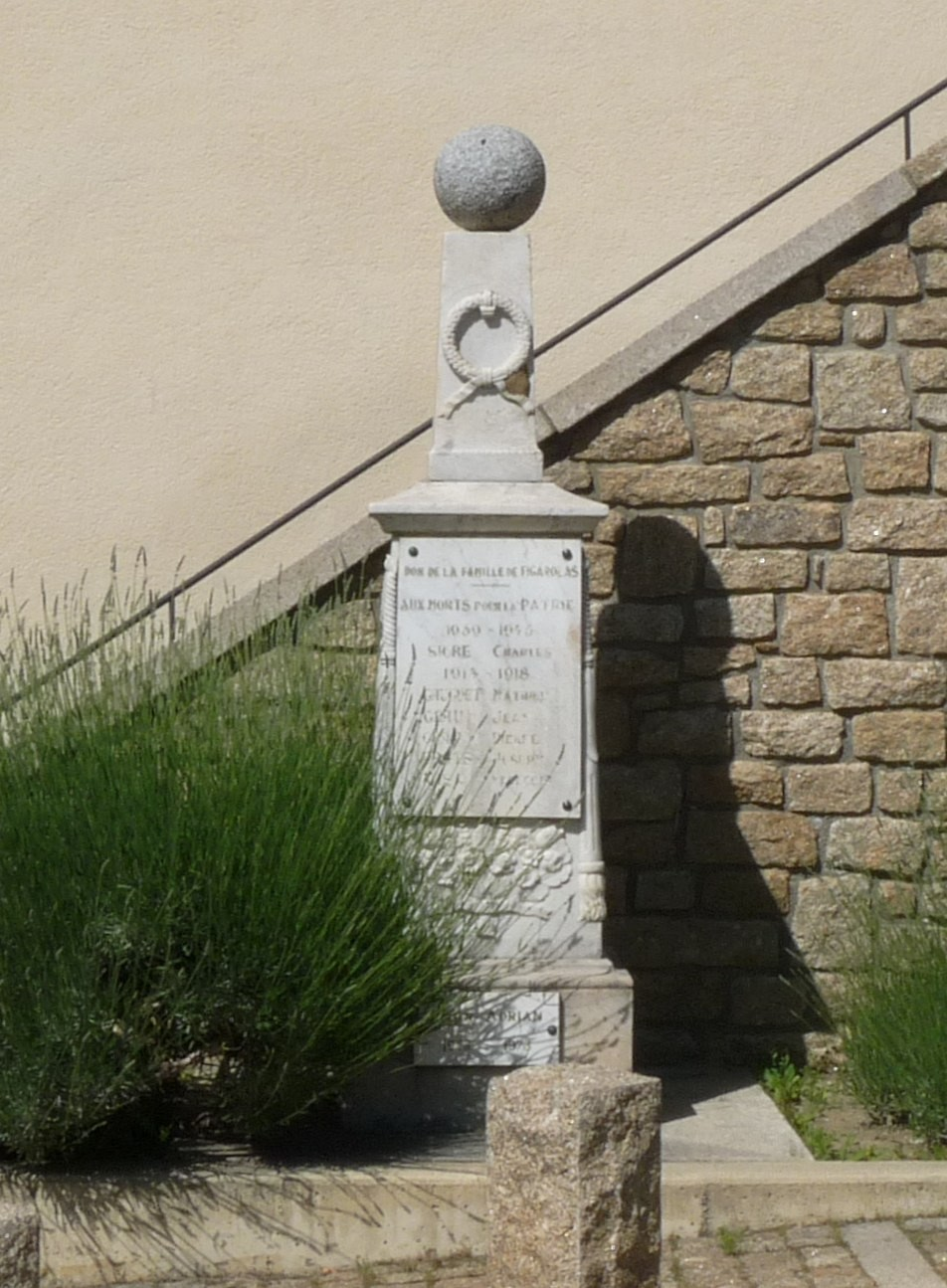
Le monument aux morts.
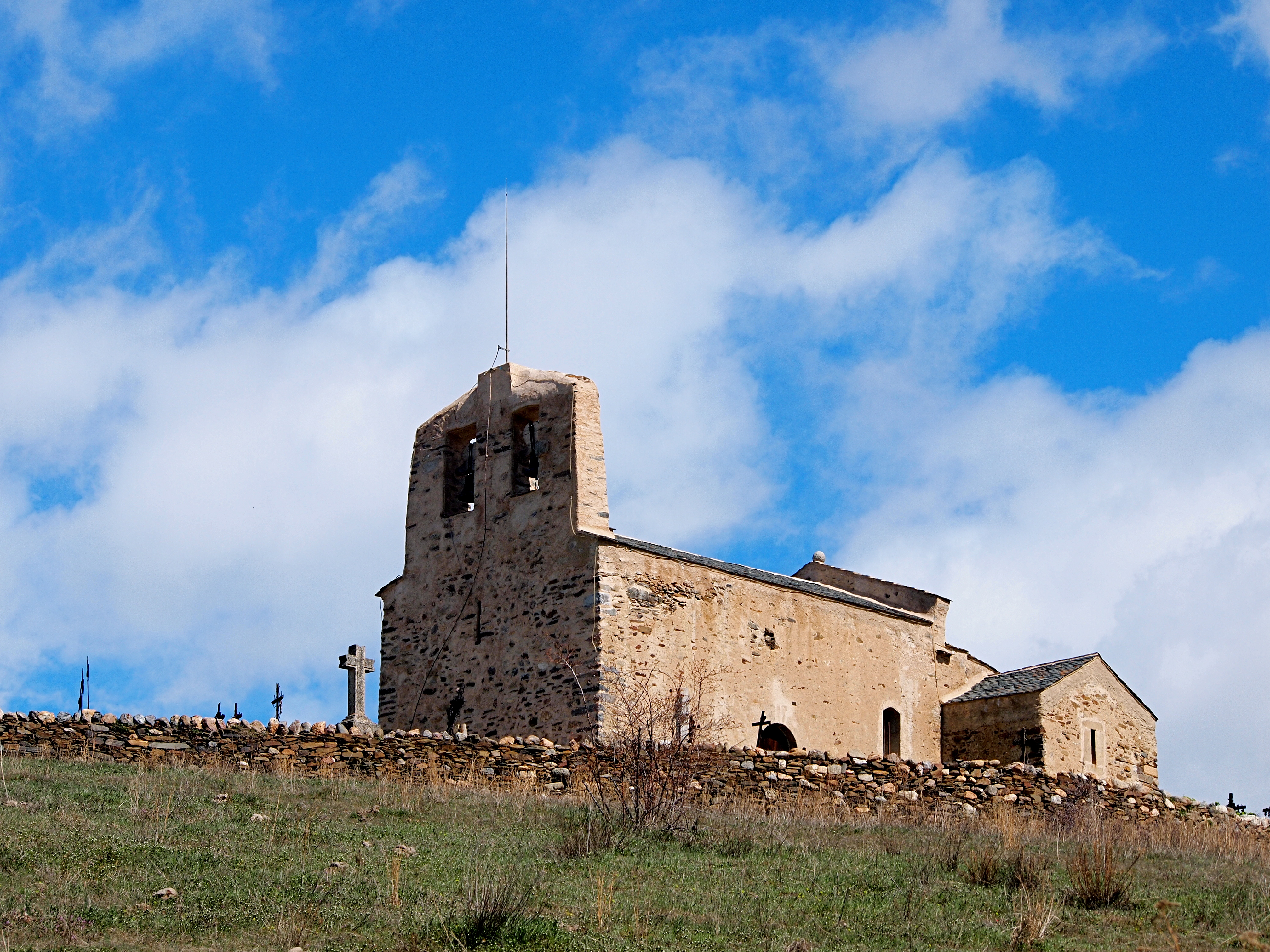
Église Saint-Barthélemy de Bajanda
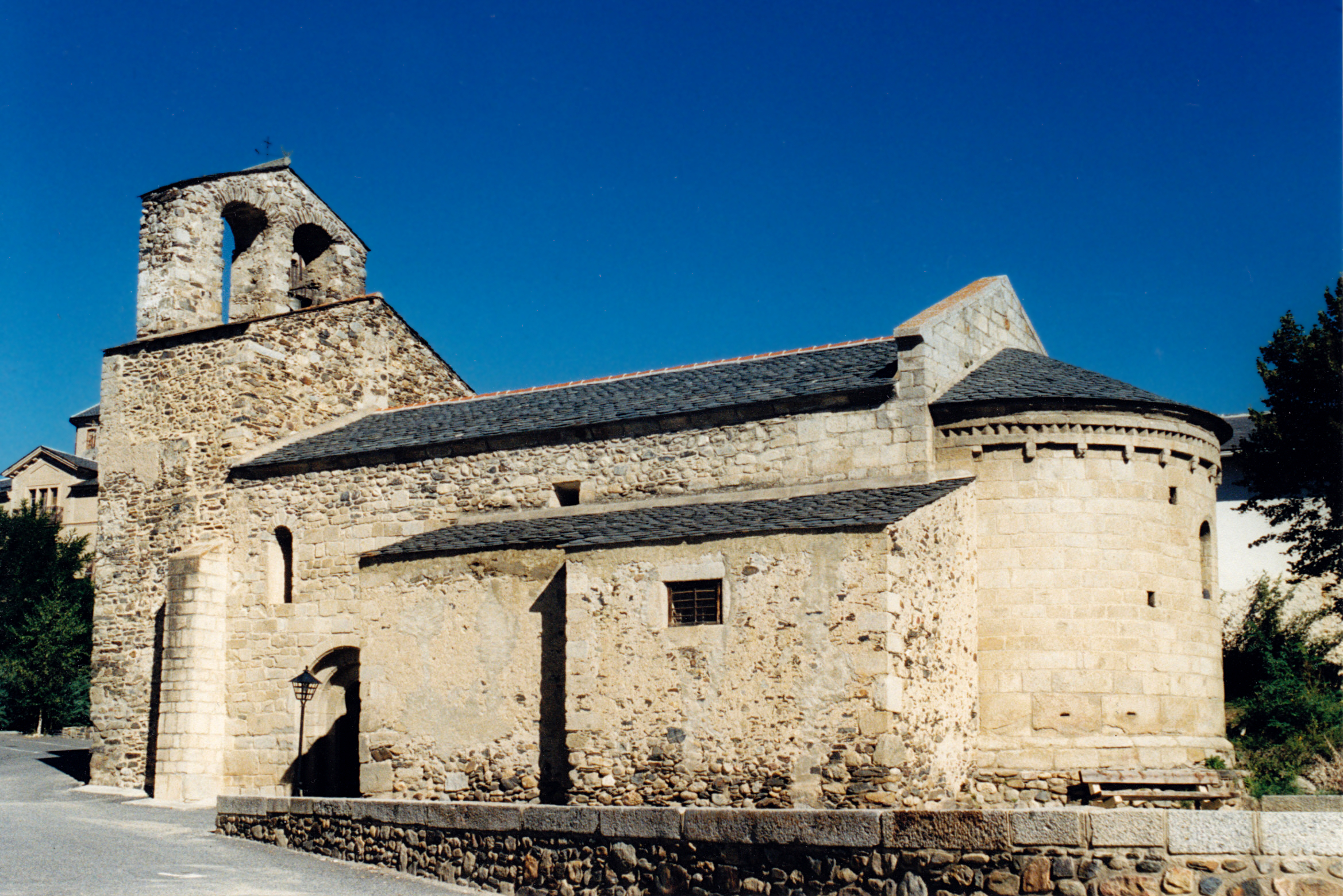
Église Saint-Julien d'Estavar